# Kościół świętego Michała Archanioła w Siedlimowie
Kościół świętego Michała Archanioła w Siedlimowie – rzymskokatolicki kościół parafialny należący do parafii pod tym samym wezwaniem (dekanat strzeliński archidiecezji gnieźnieńskiej).
Jest to świątynia wzniesiona dzięki staraniom księdza Stanisława Kamińskiego, na miejscu poprzedniej budowli, w 1786 roku. Kościół jest późnobarokowy, drewniany, wzniesiony w konstrukcji zrębowej, oszalowany, wybudowany na podmurówce z kamienia. Świątynia posiada od strony zachodniej trzykondygnacyjną wieżę konstrukcji słupowo-ramowej zwieńczoną baniastym dachem hełmowym z sześciokątn. Kościół nakryty jest dachami dwuspadowymi, z kolei zakrystię nakrywają dachy pulpitowe. Wnętrze budowli jest jednonawowe i nakrywają je płaski strop. We wnętrzu można zobaczyć bogate gotyckie, barokowe i klasycystyczne elementy wyposażenia. Należą do nich m.in. późnobarokowy ołtarz główny z 1786 roku, ozdobiony rzeźbą Matki Bożej z Dzieciątkiem z lat 1420-1430, dwa barokowo-klasycystyczne ołtarze boczne: lewy, ozdobiony obrazem św. Józefa (1789 rok), prawy, ozdobiony obrazem św. Mikołaja (XVIII wiek), gotycka Grupa Ukrzyżowania, wykonana w XV wieku, późnobarokowy krucyfiks procesyjny, pochodzący z XVIII wieku, klasycystyczne tabernakulum, ozdobione rzeźbą Baranka Eucharystycznego. Pozostałe wyposażenie w stylu późnobarokowym powstało pod koniec XVIII wieku.